# شمس و مولانا
شمس و مولانا یک اپرا از ساخته‌های لوریس چکناواریان در هفت پرده می‌باشد. این اثر که فرازهایی از آن توسط ارکستر سمفونی با رهبری آرش امینی اجرا شد، با همراهی گروه کرٌ همسرایان به رهبری رازمیک اوهانیان همراه بود. ارکستر سمفونی و گروه همسرایان برای اجرای فرازهایی از اپرای «دیدار شمس و مولانا»، پنجم بهمن‌ماه ۱۳۹۱ در تالار وحدت به صحنه رفت. 
لوریس چکناواریان ۲۵ آذرماه ۱۳۹۱ پارتیتور تمام شدهٔ این اپرا را با گشایش تالار شمس در مؤسسه فرهنگی اکو رونمایی کرد. وی این اپرا را به سفارش مؤسسه فرهنگی اکو و بنیاد شمس تبریزی و مولانا نگاشته‌است. به گفته چکناواریان، این اپرا در پنج صحنه است و ۹۵ درصد آن بر اساس اشعار مولانا نوشته شده و باقی آن دربارهٔ مولوی و خانواده‌اش است که داستان بسیار رمانتیک و زیبایی است.